# Hythe, Kent
Hythe är en stad och civil parish i grevskapet Kent i sydöstra England. Staden ligger i distriktet Folkestone and Hythe vid Englands sydkust, strax väster om Folkestone. Tätorten (built-up area) hade 14 604 invånare vid folkräkningen år 2021.
Staden är utgångspunkt för turistjärnvägen Romney, Hythe & Dymchurch Railway.